# D-Company
D-Company è un'organizzazione criminale di stampo mafioso, comandata da Dawood Ibrahim. 
Altri eminenti esponenti dell'organizzazione sono Chhota Shakeel, Tiger Memon e Abu Salem.

## Storia
L'organizzazione è strettamente correlata a una serie di attività criminali e terroristiche nel sud dell'Asia, specialmente a Mumbai (ex Bombay), India, e nel Golfo Persico. Parecchi membri del gruppo sono entrati nella lista dei ricercati (wanted list) della Interpol e dell'Indian Police Service. 

## Il supporto al terrorismo
Il governo indiano crede che Dawood Ibrahim e i suoi associati supportino attività terroristiche nel paese. Secondo le agenzie di intelligence indiane, come la Research and Analysis Wing (RAW) e il Central Bureau of Investigation, D-Company ha finanziato l'attacco terroristico di Bombay del 1993, in cui morirono 293 persone. Si crede, inoltre, che D-Company stia dietro agli attacchi terroristici di Gujarat che seguirono un periodo di violenze e rivolte nel corso del 2002. Altre attività del gruppo comprendono il traffico di armi, il traffico di droga, l'hawala. In passato è stata inoltre collegata all'industria cinematografica di Bollywood, dalla quale ricaverebbe enormi quantità di entrate. 

## Filmografia
- Company - film del 2002 diretto da Ram Gopal Varma